# Anabrus simplex
Anabrus simplex, vardagligt mormonsyrsa, är en insektsart som tillhör släktet Anabrus, familjen vårtbitare och ordningen hopprätvingar. Den förekommer i västra Nordamerika i utmarksområden som domineras av buskstäpp av en typ som på engelska kallas sagebrush (karaktäriseras av malörtsbuskar) och örtartade växer. Dess trivialnamn, "mormonsyrsa", är ett icke-systematiskt namn då egentliga syrsor inte tillhör familjen vårtbitare (Tettigoniidae) utan familjen Gryllidae. Mormonsyrsan har fått sitt trivialnamn från den roll den spelade i det så kallade "Måsarnas mirakel" (engelska: Miracle of the gulls), en händelse som inträffade 1848 när mormonska bosättare i Salt Lake i Utah fick hjälp av måsar (prärietrutar) med att bekämpa en svärm av vårtbitare av denna art som hotade bosättarnas grödor. Enligt traditionen återberättas händelsen som ett mirakel.
Mormonsyrsan är en stor, vinglös vårtbitare. Den finns normalt i populationer med relativt med låg täthet, men under vissa år på vissa platser kan stora populationsökningar inträffa och ett stort antal mormonsyrsor bildar då strövande band, svärmar, om tusentals eller till och med miljontals individer. Även om den är vinglös kan mormonsyrsorna i sin svärmningsfas förflytta sig upp till två kilometer om dagen genom att gå och hoppa och de kan eftersom de äter växter bli allvarliga skadeinsekter för jordbruket och i trädgårdar om de angriper grödor och de strövande banden kan också utgöra en trafikfara om de korsar vägar genom att orsaka sladd och förvirring. Vilka faktorer som utlöser de stora populationsökningarna är dåligt förstådda, men de tros vara väderrelaterade. Svärmningsbeteendet tros i sin tur utlösas av för hög populationstäthet, dels tryter växtfödan i område då snabbt, men mormonsyrsor äter också andra insekter som de hittar döda eller skadade, inklusive andra mormonsyrsor, och svärmningsbeteendet tros därför även kunna vara en strategi för att undvika predation av andra mormonsyrsor.

## Bildgalleri

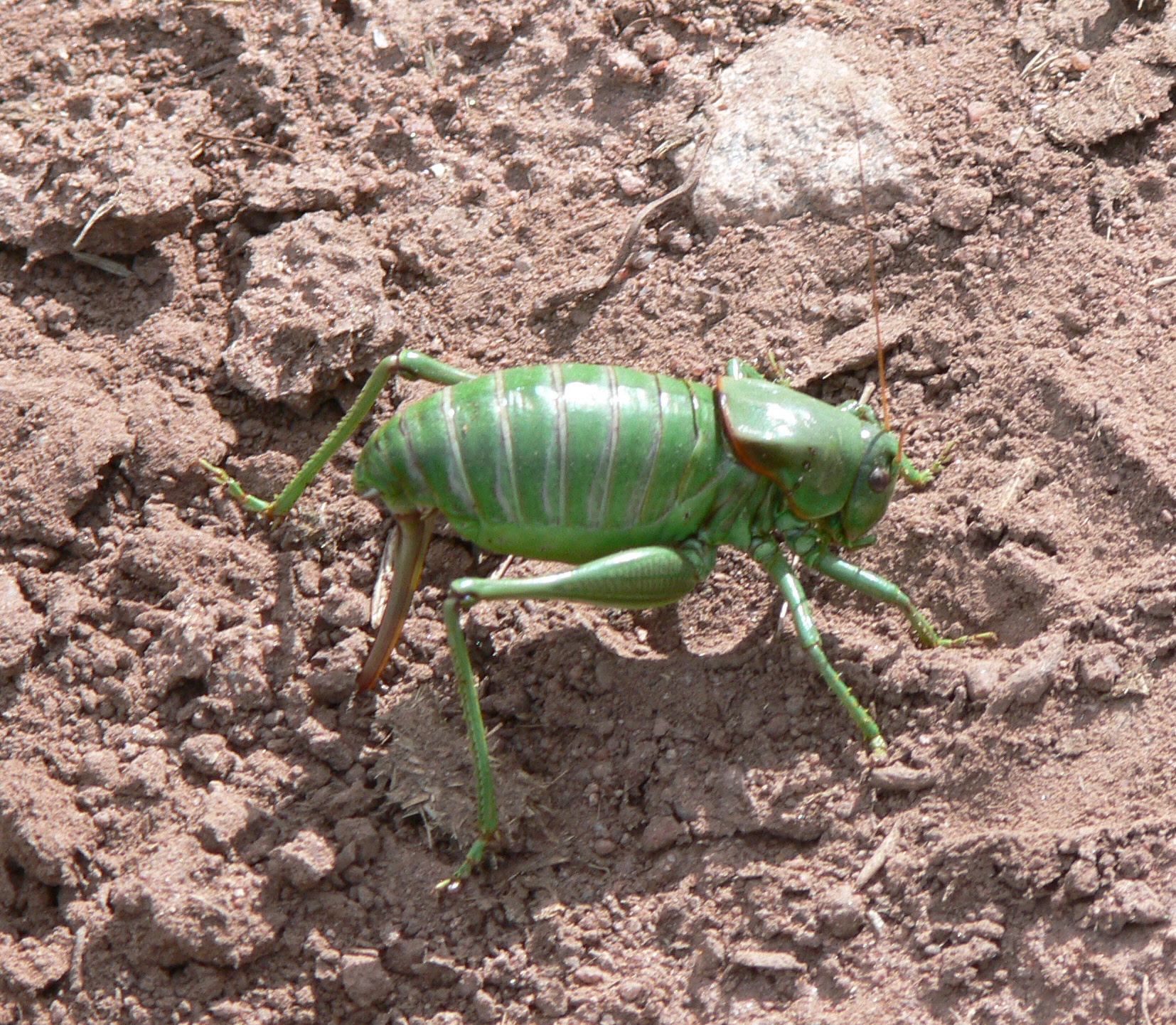
En hona, grön form, som lägger ägg i jorden.
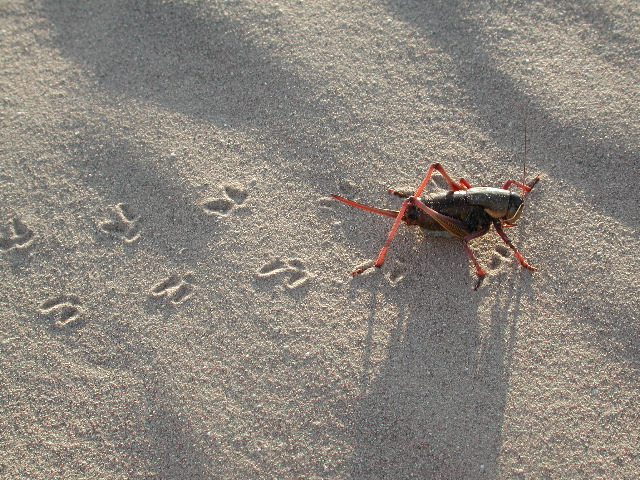
Mormonsyrsa som går över sand.
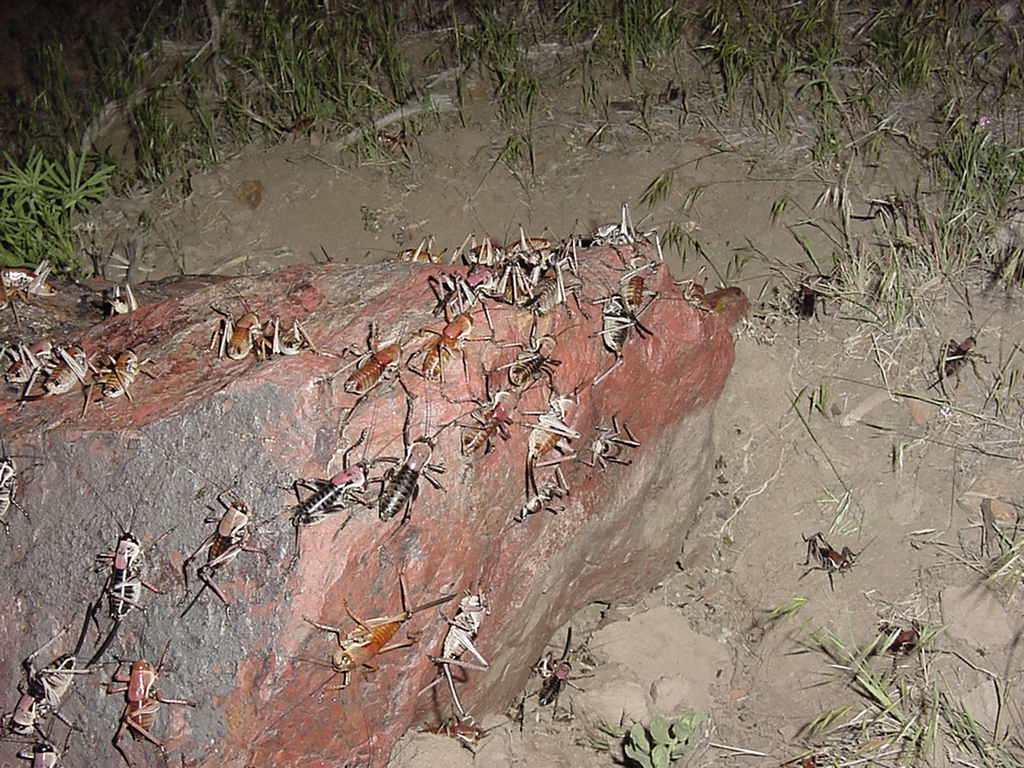
Svärm av mormonsyrsor i Nevada, 2006.